# SBM Offshore
SBM Offshore N.V. (IHC Caland N.V. før 2006) er en nederlandsk koncern, der sælger systemer og services til offshore olie- og gasindustrien. De varetager design, ingeniørvidenskab, byggeri, installation, drift og vedligehold af offshore-produktionsudstyr. Virksomheden blev etableret i 1965 ved en fusion imellem fem selskaber. I 2018 havde de 4.740 ansatte og en omsætning på 2,240 mia. USD.